# Itziar Aretxaga
Itziar Aretxaga Méndez (Bilbao, 20 de noviembre de 1965) es una astrofísica de nacionalidad española y mexicana, investigadora del  Instituto Nacional de Astrofísica, Óptica y Electrónica en México; sus trabajos se enmarcan en el área de la astrofísica extragaláctica y la cosmología.

## Biografía
Nació en Bilbao en 1965, comenzó sus estudios en la facultad de Física de la Universidad del País Vasco y los completó en la Universidad Complutense de Madrid en 1988. Después estudió astronomía en la Universidad Autónoma de Madrid. En 1993 se doctoró con la tesis Variabilidad óptica de núcleos galácticos activos generados por la formación estelar.
De 1993 a 1996, continuó su trabajo en el Observatorio Real de Greenwich del Reino Unido y de 1996 a 1998 en el Instituto Max Plank en Alemania. En 2015, 2017 y en 2019, formó parte del comité académico del Congreso de Investigación en el área de ciencias específicas y ciencias naturales.
Desde 1998, trabaja en el Instituto Nacional de Astrofísica, Óptica y Electrónica (INAOE), fue coordinadora del Departamento de Astronomía de la Academia Mexicana de Ciencias de 2006 a 2013. Dirigió el Departamento de Astrofísica del INAOE de 2011 a 2016. Participa en varios proyectos internacionales de investigación sobre:
- Cúmulos de Galaxias
- Núcleos Galácticos Activos
- Formación y Evolución de Galaxias
- Supernovas

Ha descubierto más de 1,000 galaxias con el Gran Telescopio Milimétrico de México, el radiotelescopio más grande del mundo dedicado a ondas milimétricas. Su interés principal es la relación entre la actividad energética del centro de las galaxias (cuásares) y la formación violenta de brotes estelares, y el impacto que estos fenómenos tienen en la formación de las galaxias. Es directora del International School for Young Astronomers.
Su página web personal: http://www.itziararetxaga.net/es/